# Pierre Estève
Pour les articles homonymes, voir Estève et Pierre Estève (homme politique).
Pierre Estève, né le 11 février 1961 à Cahors,, est un compositeur multi-genres, musicien, artiste contemporain d'installations numériques et sculptures sonores, chercheur et journaliste français. De formation classique (Conservatoire et direction d’orchestre), spécialiste des orchestres symphoniques virtuels, des synthétiseurs analogiques et modulaires, des instruments du monde, il est notamment connu du grand public pour avoir composé la musique de nombreuses bandes originales de jeux vidéo, documentaires et films.
Multi-instrumentiste, il collectionne les instruments des cinq continents mais aussi toutes sortes de matériaux naturels et sonores à partir desquels il élabore ses propres instruments.
Artiste contemporain, il réalise de nombreuses sculptures et conçoit également des installations interactives sonores et numériques.

## Biographie
Pierre Estève naît le 11 février 1961 à Cahors, en France. Il grandit à Avignon, où il commence l'apprentissage de la musique et s'initie au piano, puis fréquente le conservatoire.    
À l'adolescence, il écrit ses premières compositions et évolue au sein de groupes de rock. Après avoir obtenu un baccalauréat scientifique, il poursuit des études en direction d'orchestre et en chant en tant que baryton. Il obtient par la suite des diplômes en fugue, harmonie, contrepoint. Diplômé, il est récipiendaire des Médailles d'Or en guitare classique, musique de chambre et analyse musicale aux conservatoires d'Avignon et de Montpellier. Il intervient par la suite régulièrement à l'IRCAM.
Pierre Estève est également chroniqueur dans le périodique KR.

## Musique
Ses études terminées, Pierre Estève se consacre pleinement à la musique et participe en 1980 à un concert-spectacle donné au Cellier des Papes à Avignon, au sein du groupe avignonnais Aube en Hiver en tant que bassiste et guitariste. Le concert-spectacle porte sur la mythologie égyptienne. En 1987, il signe chez WEA en tant qu'artiste solo. Il entame alors une carrière en tant que musicien de rock et commence à composer pour plusieurs marques des identités sonores. Il sort le single Atout Cœur, mais, déçu par l'univers du Major, il se tourne vers la musique instrumentale et commence une vaste collection d'instruments.  

### Jeux vidéo
En 1995, Pierre Estève entre en contact avec l'éditeur et développeur de jeux vidéo Cryo Interactive. Le studio français lui propose de composer la bande-sonore du jeu vidéo Dragon Lore II,.   
Pour surmonter les limitations technologiques des années 1990, il constitue sa propre bibliothèque sonore afin d’optimiser le rendu des compositions. Les contraintes de mémoire des jeux vidéo de cette époque l’amènent à structurer ses morceaux sous forme de motifs courts répétés en boucle, chaque segment ne devant pas dépasser 512 ko de mémoire. Afin d’adapter la musique au déroulement du jeu, il collabore avec un programmeur pour développer un moteur son capable de générer des variations musicales en fonction du contexte scénaristique.  
Fin 1996, il commence à travailler avec le compositeur Stéphane Picq sur la bande-son du jeu Atlantis : Secrets d'un monde oublié. Le jeu, inspiré du mythe de Platon, requiert une bande-son propre à l’univers de la civilisation atlante.  
En 1997, les deux musiciens élaborent une musique immersive combinant instruments traditionnels du monde et sonorités électroniques. La bande originale du jeu est publiée par Shooting Star sous forme de double album en 1997, dans la collection « Multi Medi consacrée aux bandes originales de jeux vidéo. Les deux CD sont pourvus de pistes CD-ROM contenant des bonus. Le second CD comprend un logiciel qui présente des esquisses et concepts préparatoires d'Atlantis sous la forme d'un carnet de voyage librement inspiré de l'histoire du jeu. Il inclut des vidéos compressées reproduisant certaines cinématiques, ainsi que des fichiers audio de sons utilisés pour le jeu, et une présentation des autres albums de la collection :Atlantis: The Lost Tales,,.   
En 1998, Pierre Estève compose la bande sonore du jeu de simulation divine Deo Gratias. Il y intègre des sonorités mystiques et des éléments pop. L'album est publié en 2014 au format numérique.
Il travaille également sur l'adaptation en jeu de stratégie de la bande dessinée Chroniques de la Lune Noire. Inspiré par Carl Orff et Basil Poledouris, Estève développe un style musical associant influences épiques, baroques et orientales.
En 1999, il compose la bande sonore d'Atlantis II en incorporant des instruments traditionnels qui correspondent aux cultures explorées dans le jeu (Gaélique, Tibétaine et Andine). L'album est publié avec une plage cédérom qui contient les artworks du jeu ainsi que des photographies des instruments utilisés pour l'enregistrement de la bande-sonore.
À la suite de Atlantis, Pierre Estève est sollicité par Canal+ Multimedia pour la conception sonore de Le Deuxième Monde, l'un des premiers mondes virtuels en ligne et hors-ligne. Ce projet propose une reconstitution en 3D de Paris, accompagnée d'un jeu d’aventure intitulé Légendes Souterraines. Pierre Estève en compose la bande-son intégrant des chants grégoriens et des sonorités mécaniques, créant une atmosphère sombre et mystique. En 1998, la bande originale est publiée sous le titre Obscura, accompagnée d’une application multimédia illustrée par Stéphane Levallois, designer du projet. 
En parallèle, Pierre Estève travaille comme consultant artistique sur la musique et les doublages français du jeu Versailles : Complot à la Cour du Roi Soleil, développé par Cryo Interactive. Il réalise également les effets sonores des cinématiques des deux titres suivants de la collection historique : Égypte : 1156 av. J.-C. - L'Énigme de la tombe royale (1997) et Chine : Intrigue dans la Cité interdite (1998). Par la suite, Pierre Estève compose et enregistre les bande-sonores de la saga Dracula ainsi que l'adaptation vidéoludique de Tintin, Tintin : Objectif Aventure. 
Il a également collaboré sur plusieurs jeux chez Anuman, Microïds et Sega. Il est également conseiller artistique sur Napoleon : Total War avec la société de production Shooting Star.  
En 2024, il revient au jeu vidéo et compose la bande originale du jeu vidéo HPL : Nyarlathotep Rising portant sur le mythe de Cthulhu. 

### Musique instrumentale
Collectionneur d'instruments de musique, il commence à utiliser les matières sonores comme instrument et produit plusieurs albums de musique expérimentale (Bamboo, Metal). Cet ensemble d'albums intitulé MADe IN est le fruit d'un travail et d'une réflexion au long cours sur la manière dont les sons de la nature peuvent être utilisés dans la musique. Ces albums entendent également mettre en question les rapports entre l'art et le vivant.     

#### MADe IN
Le projet MADe IN est une collection d'albums explorant les différentes sonorités des matières naturelles, organiques aussi bien que minérales. Pierre Estève travaille en continue sur la collection MADe IN depuis la sortie du premier album Bamboo en 1996. La collection comprend pour chaque album une édition collector comprenant un coffret évoquant le matériau dont traite l'album, un livret thématique, et le CD-ROM contenant la musique réalisée exclusivement avec des instruments d'un matériau unique.  

##### Bamboo
Pierre Estève utilise une grande variété d'instruments constitués uniquement de bamboo, dont notamment de nombreuses flûtes (flûtes suling et de pans, des quenas, shakuhachi, nōkan, yapuratu, et des instruments issus du gamelan balinais (angklungs, des guntangs, des gambands, gerantangs. Ce premier album a également fait l'objet d'une adaptation en livre, Wayann et les bambous magiques écrit par Patricia Ruscito et illustré par Sophie Jourdan. 

##### Metal
Le deuxième album, Metal, mobilise toujours une très grande variété d'instruments métalliques (guitare dobro, sanza, flûtes irlandaises, clochettes, gongs, bol tibétains et japonais, steel drum, etc). Il explore et décline les sonorités métalliques et déjoue les attentes, car le "métal" est assimilé dans l'imaginaire collectif à un matériau bruyant, alors que les sonorités utilisées sont douces. Une édition collector vendue dans un coffret designé par Biche de Bere.  

#### Obscura
Obscura est un album regroupant la bande-son de deux projets : Légendes Souterraines et Deuxième Monde (1997), initiés par Canal+ Multimédia et développé par Cryo Interactive. Deuxième Monde est le premier monde virtuel multijoueur de son genre et le précurseur du succès mondial Second Life. Légendes Souterraines était un jeu vidéo de tir à la première personne de type doom-like utilisant le moteur de Deuxième Monde. Le jeu et le moteur ont été élaboré de consort et vendu ensemble dans la même boîte. Pierre Estève a travaillé sur ces deux projets conjointement.

#### Résonances
Pierre Estève conduit depuis plusieurs années dans les grottes d'Isturitz et d'Oxocelhaya un travail d'étude de l'acoustique des grottes. Des flûtes et des flûtiaux datant de l'Aurignacien au Magdalénien y ont été découvert. 
En 2002, il rencontre les propriétaires des grottes d’Isturitz et d’Oxocelhaya, dans les Pyrénées-Atlantiques. Ces grottes, connues pour leurs vestiges préhistoriques, notamment des flûtes en os de vautour, ont été explorées de manière intensive par Pierre Estève, qui y a expérimenté les propriétés acoustiques des concrétions naturelles (stalactites, stalagmites). Certaines d’entre elles forment naturellement des intervalles harmoniques. En s'appuyant sur les travaux d'archéologues ayant mis en évidence la présence de traces de percussion sur certaines concrétions et des marques visuelles (dessins, traces rouges) correspondant à des zones acoustiquement significatives, Pierre Estève a commencé a utiliser la grotte en elle-même comme instrument de musique, jouant sur les concrétions et utilisant la cavité comme caisse de résonnance naturelle. Pierre Estève réalise par la suite tout un ensemble de fac-similés d'instruments préhistoriques (rhombe, arc musical, conque sonore). 

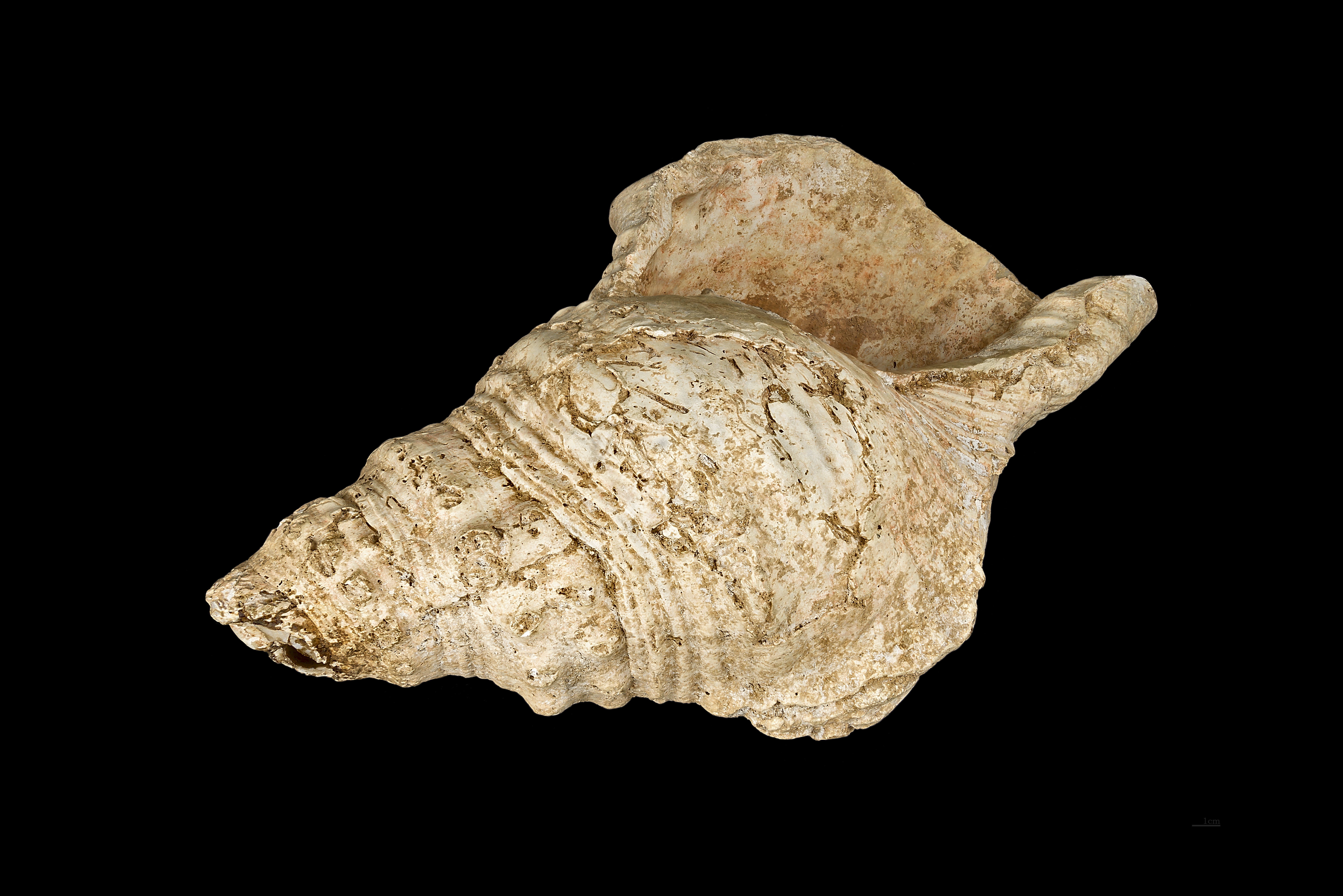
La conque magdalienne de Marsoulas, semblable à celles utilisées à Isturitz par Pierre Estève.

Il entreprend alors le projet Résonances, une visite sonore et sensorielle des grottes. Cette visite s'appuis sur les sons naturels de la grotte, un dispositif numérique et l'utilisation de fac-similés d’instruments préhistoriques dont l'usage est attesté dans la grotte (conques, rhombes, flûtes, etc.) réalisés par Pierre Estève. Le processus de création de l'artiste repose sur l’écoute attentive du lieu, l’identification des notes et des fréquences produites par les concrétions, et la composition à partir de cette palette sonore naturelle. Ce travail a été accompagné d'une "cartographie sonore" des grottes, fruit d'une vingtaine d'années de recherche, qui établis précisément la localisation des concrétions pouvant servir de lithophones, leurs fréquences, harmonies et les notes qu'elles peuvent jouer. C'est dans ce cadre qu'il poursuit une expérimentation musicale et anthropologique des sonorités locales de la grotte et des instruments préhistoriques.  
Il enregistre un album dont la musique est composée et jouée avec le matériau naturel de la grotte (stalactite, stalagmite, concrétions) et des instruments préhistoriques.  

#### Sky Flowers
Sky Flowers, sorti en 2021, est un album pensé pour accompagner les expositions Sky Flowers, version suspendue des installations Flowers of Change.

### Musique de films
Pierre Estève compose depuis les années 1980 des musiques pour des films, des documentaires, des courts-métrages. Il travaille régulièrement pour la société ZED et Gedeon, et réalise pour eux des bande-sons de documentaires,,. 

## Art contemporain
Pierre Estève poursuit un travail d'artiste sur le son et la matière, en parallèle de son activité de compositeur. Son travail explore les propriétés sonores des matières naturelles et interroge le rapport de l’humain à son environnement. Favorisant l’interaction, ses installations invitent le public à expérimenter librement les sons. Engagé dans une réflexion sur le rapport entre l’homme et la nature, il conçoit ses œuvres comme des espaces d’interaction invitant le spectateur à questionner sa perception du monde. 
Ses installations, mêlant compositions musicales, sculptures et créations visuelles, sollicitent les sens et encouragent une approche immersive. À travers ces expériences artistiques, il cherche à offrir un moment de contemplation et d’introspection, invitant le spectateur à renouer avec un silence intérieur et une perception renouvelée de son environnement. Son travail accorde une place centrale à la nature, tout en explorant le potentiel esthétique et sonore des matériaux industriels, notamment par le biais du recyclage. En interrogeant l’identité des matières, il met en lumière leur beauté éphémère et leur capacité à se transformer. Le spectateur est invité à être acteur, portant dans le champs de la performance et de l'installation le concept duchampien de regardeur.
En 2015, Pierre Estève collabore avec des étudiants de l'IMAC, une école d'art et d'ingénieurie, lors du projet Biotope qui allie la mathématisation des phénomènes naturels observables et la réinterprétation musicale de leur formulation mathématique. 
En 2022, Pierre Estève réalise l'œuvre Propaganda, commandée par l'Abbaye de Maubuisson. L'œuvre reprend des extrait de l'ouvrage Propaganda écrit par Edward Bernays en 1928. L'ouvrage a eu une influence importante sur la littérature des sciences sociales et celle de la manipulation psychologique des foules par un travail sur les techniques de la communication publique. 

### Installations sonores
À partir de 2000, Pierre Estève développe une série d’installations numériques et sonores. La première est présentée en 2001 lors du Café Show, au Carrousel du Louvre. L’installation associe des vasques remplies de grains de café, produisant des sons au contact des mains, et une balançoire synchronisée avec des projections visuelles.  
En 2009, Pierre Estève est invité par l'homme d'affaire, acteur et producteur Pierre-Ange Le Pogam sur l'île de Gavrinis dans le cadre d'une résidence d'artistes contemporains. Pierre Estève y élabore plusieurs projets artistiques multimédias. La même année, à l'occasion du festival du 700e anniversaire de l'arrivée des Papes en Avignon, Pierre Estève compose la musique d'un son et lumière en dix tableaux ouvrant le festival.   

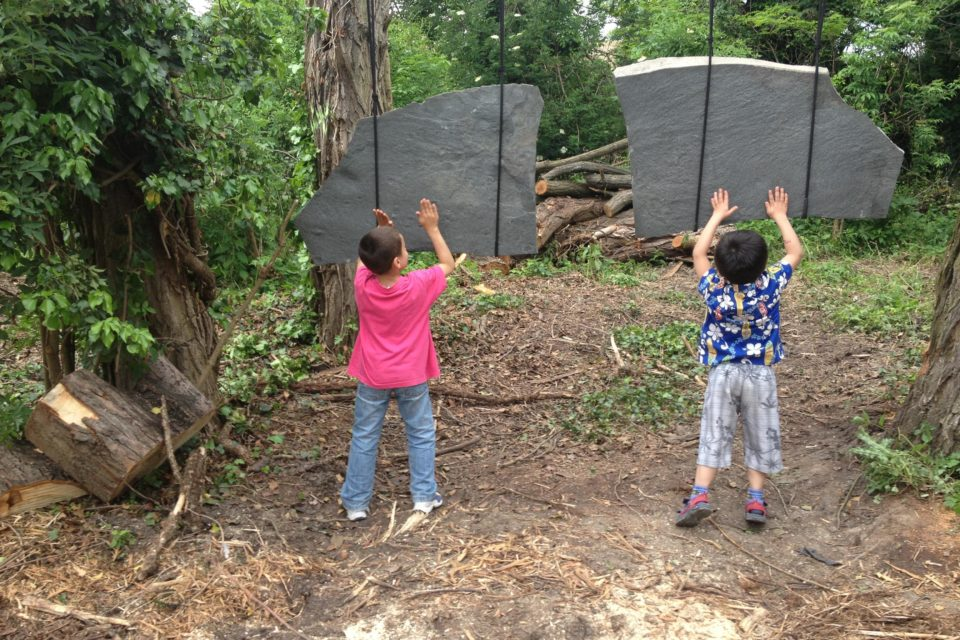
Manipulation du Roc-Gong lors d'un atelier.

Pierre Estève a réalisé d'autre installations interactives (Roc Gong, Scarification, Mineral Dreams). Ces installations sonores ont en commun une attention particulière portée au monde minéral, un univers souvent perçu comme inerte et silencieux, mais qui recèle en réalité une richesse acoustique insoupçonnée. L’objectif de ces projets est de proposer une expérience artistique où le son minéral devient un véritable médium d’expression, en dialogue avec l’environnement et la sensibilité de l’auditeur. Ce travail se situe à la croisée de plusieurs disciplines : la musique expérimentale, la sculpture sonore et l’art contemporain.   
Pierre Estève organise des expositions de l'installation Roc-Gong,,. Roc-Gong est un projet artistique et musical permettant à un public de manipuler et de jouer avec des gong réalisés à partir de lithophones construit par Pierre Estève et pré-accordés, si bien qu'aucune connaissance musicale n'est nécessaire pour en jouer.   

### Flowers of Change
En juillet 2012, Pierre Estève réalise une première série de sculptures au cours du festival NoWhere, événement annuel de rencontre artistique situé à Saragosse, en Espagne. Les sculptures, réalisées à partir de bouteilles en plastiques usagées, figurent des fleurs multiformes et multicolores. Pierre Estève complète cette première installation expérimentale par l'ajout de lumières, et dispose dans le désert ses sculptures, les disposant en paysage.  
Le succès de cette première installation impromptu le convainc de formaliser le projet, et de nouvelles installations ont lieu en France, en Suisse, en Allemagne et en Autriche, au Maroc. Pierre Estève développe le concept derrière ces installations : les visiteurs de l'exposition sont invités à réaliser leurs propres sculptures sous la supervision de l'artiste. L'oeuvre devient une performance collective de grande envergure qui a pu réunir cinq mille participants à Graz,, en Autriche ainsi qu'en Île-de-France.     
L'installation voyage par la suite de Lausanne, à Montmorency de novembre 2012 à mars 2013. En avril 2013, Pierre Estève met en œuvre pour le parvis de la Défense une nouvelle dimension participative du projet dans le cadre du festival Atmosphère,,. Par la suite, Flowers 2.0 s'installe à Sevran, Vitry-sur-Seine, Orly,, puis Grenoble, en avril 2014, où plus de 900 enfants, le CHU, Le Festival des Détours de Babel, Grenoble-Alpes Métropole sont amenés à participer à l'élaboration de fleurs donnant lieu à une exposition de 2000 fleurs au jardin du Musée d'histoire naturelle de la ville,.  Deux autre installations d'envergure sont organisées en Île-de-France, à Garges-lès-Gonesse en 2016 et à Vitry-sur-Seine en 2017, réunissant un millier de participants,.     
Le projet a été labellisé COP21 et COP22 pour son action dans la sensibilisation aux enjeux de la pollution plastique.      

### Digitalis
Pierre Estève organise une exposition en 2015 à la Maison du Docteur Gachet. Il y présente une nouvelle étape du projet Flowers of Change, en y exposant Digitalis, une collection de fleurs lumineuses, sonores et interactives. Le public, lorsqu'il touche la fleur, déclenche un son dont l'intensité dépend de la pression exercée sur la fleurs. Les fleurs sont ainsi pensées comme des sculptures interactives sonores, imitant des organismes vivant possédant leur propre biomémitisme. Le son imite et remplace les fonctions organiques de la plante, comme l'essaimage et la diffusion de pollen. Chaque sculpture individuelle constitue dans le cadre de l'installation un grand ensemble, sorte de jungle numérique, qui constitue son propre biotope sonore. Le projet a été labellisé par l'Unesco "année de la lumière" en 2015.      

## Instruments
En 1995, lors de la réalisation de l'album Bamboo, Pierre Estève commence à rassembler une collection d’instruments du monde. Son atelier abrite notamment un gamelan javanais ayant appartenu à Raden Mas Jodjana, descendant de la famille royale de Yogyakarta dont la fille fit le don à Pierre Estève, ainsi que des instruments celtes, arméniens et africains, de pièces élaborées à des objets plus rudimentaires. 
En 2001, Pierre Estève élabore avec la société Shooting Star un appareil de synchronisation à l'image (direct-to-disc) appelé StarSync. L'appareil est ensuite distribué par l'IRCAM, où Pierre Estève intervient régulièrement.
Pierre Estève, dans le cadre du projet Made-In, a fabriqué de nombreux instruments de sa conception utilisant des matières naturelles brutes. Il a notamment réalisé une très importante collection de lithophones. Ceux-ci jouèrent un rôle très important dans la conception de l'installation Roc-Gong et dans l'enregistrement du troisième opus de MADe-IN, Stone.